# Jang Wang
Jang Wang (* 24. září 1994, An-chuej, Čína) je slovenský reprezentant ve stolním tenise. Slovenské občanství má od roku 2011. Slovensko reprezentoval na Letních olympijských hrách 2016 a Letních olympijských hrách 2024.
Roku 2011 hrál na juniorském mistrovství světa, byl ale obviněn z toho, že je o tři roky starší a účast mu byla odepřena, týž rok ale svůj věk dokázal. Vyhrál slovenské mistrovství v družstvech 2011 (s Stavoimpex Holíč) a ve dvouhře v roce 2018. Hrál také německou Bundesligu. Na olympiádě 2016 v Riu vyhrál v 1. kole s Marcosem Madridou, následně vypadl s Quadri Aranou. Na olympiádě 2024 prohrál v 2. kole se světovou jedničkou, Číňanem Wang Čchu-čchinem.  